# Кароліна (Алабама)
Кароліна (англ. Carolina) — місто (англ. town) в США, в окрузі Ковінгтон штату Алабама. Населення — 286 осіб (2020).

## Географія
Кароліна розташована за координатами 31°14′3″ пн. ш. 86°31′16″ зх. д. / 31.23417° пн. ш. 86.52111° зх. д. (31.234150, -86.521001).  За даними Бюро перепису населення США в 2010 році місто мало площу 2,89 км², з яких 2,87 км² — суходіл та 0,02 км² — водойми.

## Демографія
Згідно з переписом 2010 року, у місті мешкало 297 осіб у 112 домогосподарствах у складі 92 родин. Густота населення становила 103 особи/км².  Було 126 помешкань (44/км²).
Расовий склад населення:
| - 96,6 % — білих - 0,3 % — корінних американців - 0,3 % — чорних або афроамериканців |

До двох чи більше рас належало 2,7 %. Частка іспаномовних становила 0,0 % від усіх жителів.
За віковим діапазоном населення розподілялося таким чином: 27,3 % — особи молодші 18 років, 58,6 % — особи у віці 18—64 років, 14,1 % — особи у віці 65 років та старші. Медіана віку мешканця становила 35,3 року. На 100 осіб жіночої статі у місті припадало 95,4 чоловіків;  на 100 жінок у віці від 18 років та старших — 91,2 чоловіків також старших 18 років.
Середній дохід на одне домашнє господарство  становив 55 616 доларів США (медіана — 50 278), а середній дохід на одну сім'ю — 61 719 доларів (медіана — 52 500). За межею бідності перебувало 7,4 % осіб, у тому числі 1,8 % дітей у віці до 18 років та 18,2 % осіб у віці 65 років та старших.
Цивільне працевлаштоване населення становило 137 осіб. Основні галузі зайнятості: освіта, охорона здоров'я та соціальна допомога — 21,9 %, публічна адміністрація — 18,2 %, виробництво — 13,9 %, роздрібна торгівля — 11,7 %.